# Hidemasa Morita
Hidemasa Morita (守田 英正 Morita Hidemasa?), född 10 maj 1995, är en japansk fotbollsspelare som spelar för Sporting Lissabon. Morita har även spelat för det japanska landslaget.

## Landslagskarriär
I november 2022 blev Morita uttagen i Japans trupp till VM 2022.